# Ranald (Königreich der Inseln)

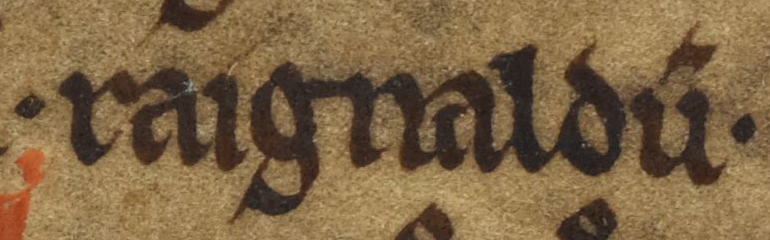
Der Name Ranalds in einem mittelalterlichen Manuskript

Ranald, König der Inseln (auch Ranald, son of Somerled, Ranald, Lord of Islay; Ragnald oder Reginald) († zwischen 1192 und 1207) war ein schottischer Adliger. Obwohl er Stammvater von bedeutenden Familien wurde, ist über sein Leben nur wenig gesichert bekannt.

## Herkunft
Ranald war ein Sohn von Somerled, Lord of Argyll und dessen Frau Ragnhild Godfreyson. Ob Ranald oder sein Bruder Dugald der älteste Sohn von Somerled war, ist gelegentlich umstritten, doch sehr wahrscheinlich war Ranald ein jüngerer Sohn. Nach dem Tod seines Vaters 1164 teilte er mit seinen Brüdern Dugald und Angus die Besitzungen seines Vaters an der westschottischen Küste und auf den westschottischen Inseln auf. Während der nächsten 60 Jahre ist allerdings nur wenig über die Geschichte der Region und damit über das Leben von Ranald bekannt. Welche Teile er vom Reich seines Vaters übernahm und was an seine Brüder Dugald und Angus fiel, ist nicht genau bekannt. Vermutlich übernahm aber Ranald und nicht sein älterer Bruder Dugald unter den Brüdern eine Führungsrolle. Zu seinen Besitzungen gehörten wahrscheinlich Kintyre, Morvern, Ardnamurchan, Islay und Jura. Offenbar konnte er bis zum Beginn des 13. Jahrhunderts sein Reich wesentlich erweitern. Vielleicht war Finlaggan auf Islay bereits um 1200 der Hauptsitz von Ranald.

## König der Inseln
Formal gehörten die westschottischen Inseln zu Norwegen, das jedoch bis 1204 durch Thronkämpfe zerrissen war. Auch der schottische König Wilhelm war in Westschottland weitgehend inaktiv. Ranald konnte sich deswegen zeitweise nach irischem Vorbild König der Inseln nennen, auch wenn er nominell den norwegischen Königen unterstand. Er führte ein doppelseitiges Siegel. Dieses ist zwar nicht erhalten, wird aber in einem Bericht aus dem 18. Jahrhundert beschrieben. Auf einer Seite zeigte es ein Langschiff, auf der anderen Seite ihn als Ritter zu Pferd. Es sollte wahrscheinlich seinen königlichen Status verdeutlichen. Möglicherweise war er auch zum Ritter geschlagen worden.
Im Gegensatz zu Dugald war Ranald weniger in Schottland, sondern vor allem als Seeräuber an den Küsten der westschottischen Inseln und in der Irischen See aktiv. 1192 wurde er in einer Schlacht von seinem Bruder Angus besiegt. Möglicherweise wurde er auch von König Ragnvald von Man besiegt und verzichtete fortan auf seinen Königstitel. Vielleicht ernannte der schottische König Wilhelm der Löwe 1198 Ranald und nicht seinen Cousin Ragnvald von Man im Konflikt mit dem nordschottischen Magnaten Harald Maddadsson zum Earl of Caithness. Über seine Mutter Ragnvald war Ranald ein Enkel von Ingibjorg von Orkney und hatte damit einen begründeten Anspruch auf die nordschottische Grafschaft. Letztlich konnte sich in dem Konflikt aber Harald Maddadsson durchsetzen.

## Schenkungen zugunsten der Kirche
Ranald wurden von den mittelalterlichen Chronisten als brutaler Seeräuber verurteilt. Andererseits hatte vermutlich er, vielleicht auch schon sein Vater, vor 1175 die Zisterzienserniederlassung Saddell auf der Halbinsel Kintyre gegründet. Wahrscheinlich Ranald richtete vor 1203, wohl mit Unterstützung seines Bruders Dugald, ein Benediktinerkonvent auf Iona ein. Unweit von Iona Abbey stiftete er ein kleines Augustinerinnenkloster, dessen erste Priorin seine Schwester Bethag gewesen sein soll. Er und seine Frau Fonia machten großzügige Schenkungen, womöglich nach dem Vorbild des in Norwegen erhobenen Peterspfennig, zugunsten von Paisley Abbey. Während seiner Herrschaft wurden auf Islay eine neue Struktur der Pfarreien eingeführt und Kildalton Church gestiftet.
Vermutlich nach dem Tod von Cristin, dem Bischof des Bistums Sodor und Man, um 1186 versuchten sowohl Ranald wie auch König Ragnvald von Man einen neuen Bischof einzusetzen. Wohl als Folge davon wurde das Bistum geteilt. Aus den Gebieten des Bistums, die unter der Kontrolle der Nachfahren von Somerled standen, entstand das Bistum Argyll, dessen erster Bischof Ranalds Kandidat Harald wurde.

## Nachkommen
Ranald war mit Fonia (vermutlich eine Kurzform von Finnguala oder Fionnula) verheiratet, über die sonst aber nichts bekannt ist. Er hatte mehrere Söhne, darunter:
- Donald
- Ruairi

Ranalds Todesjahr ist unbekannt. In irischen Chroniken werden nach 1209 seine Söhne, aber nicht mehr Ranald erwähnt. Nach dem Book of Clanranald aus dem 16. Jahrhundert starb er 1207, was aber unbelegt ist. Möglicherweise starb er bereits schon 1192 im Kampf gegen seinen Bruder Angus. Da seine Söhne Donald und Ruaidri 1209 selbst einen Angriff auf die Isle of Skye führten, war Ranald wahrscheinlich vorher gestorben. Donald und Ruaidri teilten seine Besitzungen untereinander auf.